# Trichomycterus giganteus
Trichomycterus giganteus es una especie de peces de la familia Trichomycteridae en el orden de los Siluriformes.

## Morfología
Los machos pueden llegar alcanzar los 20,4 cm de longitud total.

## Distribución geográfica
Se encuentra en el sureste del Brasil.